# 魯伯特·葛林
魯拔·格連特（英語： /ɡrɪnt/，1988年8月24日— ），英國男演員。他出生於英國雅息士郡哈洛，其全名為魯拔·阿歷山大·洛伊德·格連特（英語：Rupert Alexander Lloyd Grint）。他於11歲時獲選為演出《哈利·波特》系列電影中的榮恩·衛斯理一角而聞名，在此之前他只在學校戲劇和當地的劇團裡演出；此後他繼續從事電影、電視和戲劇方面的工作。
從2002年起，他開始於《哈利波特》系列以外的範疇工作，並在《神屁太空人》中擔任聯合主演。他曾在2006年上映的喜劇劇情電影《駕駛課程》和2010年有限上映的劇情電影《櫻桃炸彈》中擔當主角。他跟比·乃爾和愛蜜莉·布朗於喜劇《狂野標靶》中共同主演。在《哈利波特系列》之後，他的首個電影項目是在2012年的反戰電影《白色嚴冬》中擔任配角。2013年，他的電影《CBGB》上映了，並演出CBS的新節目《超級克萊德（Super Clyde）》。同年10月，他在倫敦的哈羅德·品特劇院演出傑茲·巴特禾夫（Jez Butterworth）的舞台劇《魔力》中首次在舞台上亮相。2014年，他為《郵差帕特大電影》中的祖殊（Josh）一角配音；他於2017-2018年根據同名電影製作並主演了電視連續劇《偷拐搶騙》。自2019年起，他主演了Apple TV+的心理恐怖連續劇《靈異女僕》。
2009年，《泰晤士報》公佈其英國富翁排行榜，格連特被列入《首100名三十歲以下富豪排行榜》，格連特的身價高達900萬英鎊。

## 早年生活
格連特在1988年8月24日生於英國雅息士郡的哈洛，是賽車紀念品經銷商奈傑爾·格連特（Nigel Grint）與其妻子喬安妮·格連特（其娘家姓帕森斯）的長子，而鲁拔家中有四名弟妹。鲁拔·格連特曾說過，他人生最早的目標是成為一名雪糕車主人。他在赫福郡的沃顿厄特斯通長大，並就讀於赫福郡的理查德希爾學校。
格連特於在學時期對戲劇產生了濃厚的興趣，並加入到當地劇團如禮帽舞台（Top Hat Stage）和學校屏幕（Screen School），這讓他在舞台劇《挪亞方舟》裡被塑造成一條魚，並在《耶穌誕生劇》中被塑造成一頭驢。當他升讀中學時，他繼續參與學校的戲劇演出。在得到榮恩·衛斯理這一角色之前，格連特曾參與學校演出並與當地的劇團合作演出，包括在《安妮》中飾演小流氓（Rooster），並曾參演戲劇《彼得潘》，以及在《格林童話（Grimm Tales）》中扮演名字古怪的小矮人兒（Rumpelstiltskin）。儘管如此，他在演出《哈利波特》系列之前從未從事過專業表演。他在16歲的時候離開學校並專注於他的演藝事業，他表示自己「真的不那麼喜歡學校生活」。

## 演藝事業

### 1999–2011年：《哈利波特》與世界認可
從1999年開始，電影的公司開始為J·K·羅琳的暢銷小說《哈利波特－神秘的魔法石》的同名改編電影進行選角。羅琳堅持其演員團隊是英國人，並協助電影工作人員蘇茜·菲吉斯（Susie Figgis）和導演基斯·哥倫布進行選角。作為該系列小說粉絲的格連特，他看到BBC電視台的節目《Newsround》有關《哈利波特》公開選角的報導後，他便發送了自己為榮恩·衛斯理一角量身定做的一段rap片段給有關部門，當中講述了他如何希望得到這個角色，該影片成功征服了評審，在數以萬計的英國男孩競爭《哈利波特》角色的時候，選角團隊要求跟他會面。後來，格連特參與榮恩·衛斯理角色試鏡的選拔，作為該系列主角哈利·波特在霍格華茲裡的挈友之一。
2000年8月8日，11歲的格連特跟丹尼爾·域卡夫、愛瑪·屈臣分別獲選為飾演榮恩、哈利及妙麗·格蘭傑，而格連特是三人組之中年齡最大的那個。《哈利波特：神秘的魔法石》於2001年上映，也是格連特的銀幕首作。該電影打破了首映日銷售和首映周末的票房記錄，成為當年票房最高的電影。它在戲院上映的總票房為$9.74億美元，成為該系列第二大商業上成功的作品。電影廣受好評，並主要獲得正面的評價。然而，一些影評人認為改編對原著的忠實度是最佳，然而品質是最差的。格連特憑著此電影獲得《衛星獎》的傑出新人類別的獎項，以及《青年藝術家獎》的「最有前途青年新人獎」。這個英國小男孩完全是憑著那部眾所周知的童話小說而得名，然而在此之前，他僅僅參與學校的舞台劇演出，但他還是勇敢地參與這部他非常喜歡的小說改編而成電影的試鏡活動，毫無疑問，他是最符合榮恩角色性格的小演員，他也非常幸運，因為他指自己在一次試鏡的時候擊敗了數百個看上去都比他漂亮的競爭對手。
一年後，格連特於2002年的《哈利波特：消失的密室》中再次飾演榮恩一角。電影獲得了積極的評價，影評人們總體上很享受主演們的表演。《洛杉磯時報》與《紐約雜誌》都觀察到格連特跟他的一眾同伴在系列的不同電影之間漸趨成熟，後者更指出格連特變得「更加熟練」，並指他們懷念著具「業餘熱情」的演員，以及愛瑪·屈臣於《神秘的魔法石》中的帶領。
2004年上映的《哈利波特：阿茲卡班的逃犯》於5月31日在英國上映，電影的三名主角都徘徊在青春期的邊緣，「雖然他們看起來比以前更勇敢和更有能力，但他們面臨的危險似乎嚴重得多，而他們自身的脆弱性也更加強烈。」艾方索·柯朗後來接手擔任《阿茲卡班的逃犯》的導演，他在電影開拍前要求三名主角每人寫一篇關於其角色的文章，域卡夫寫了滿滿的一頁，屈臣寫了整整16頁，而格連特則把此事拋在腦後，一個字也沒寫，導演柯朗也指這也符合其角色性格，並指在他們身上看見了他們跟其角色有著驚人的相似之處。該電影以$7.95億美元的收入仍然維持是《哈利波特系列》票房收入最低的電影。儘管如此，它還是2004年最高票房收入第二位的電影，僅次於《史瑞克2》。
2005年，格連特再次替該系列的第四部電影——《哈利波特：火盃的考驗》重演其角色。電影中榮恩的頭髮長了一些，這只是因為格連特懶得剪頭髮，他說：「拍完上一輯的我一直懶得去找理髮師，當製片人看到我的新髮型時就要求我繼續保持，他們覺得這更符合榮恩的個性。因為我懶得去剪髮，所以這個決定對我來說也挺好。」跟以往的電影不同的是，該改編電影探索了浪漫並包含了更多的幽默元素。三位主要演員在2005年接受《IGN》的訪談時，他們都把幽默作為電影成功的原因。該電影由米克·紐維爾執導，格連特將其描述為「真的得響亮而且不怕對你發誓，但他真的很酷。」《火盃的考驗》是該系列中獲得最佳評價的其中一輯，並以其角色的成熟和老練著稱，其劇本的品質與主演們的表現更黑暗和更複雜的情節線。

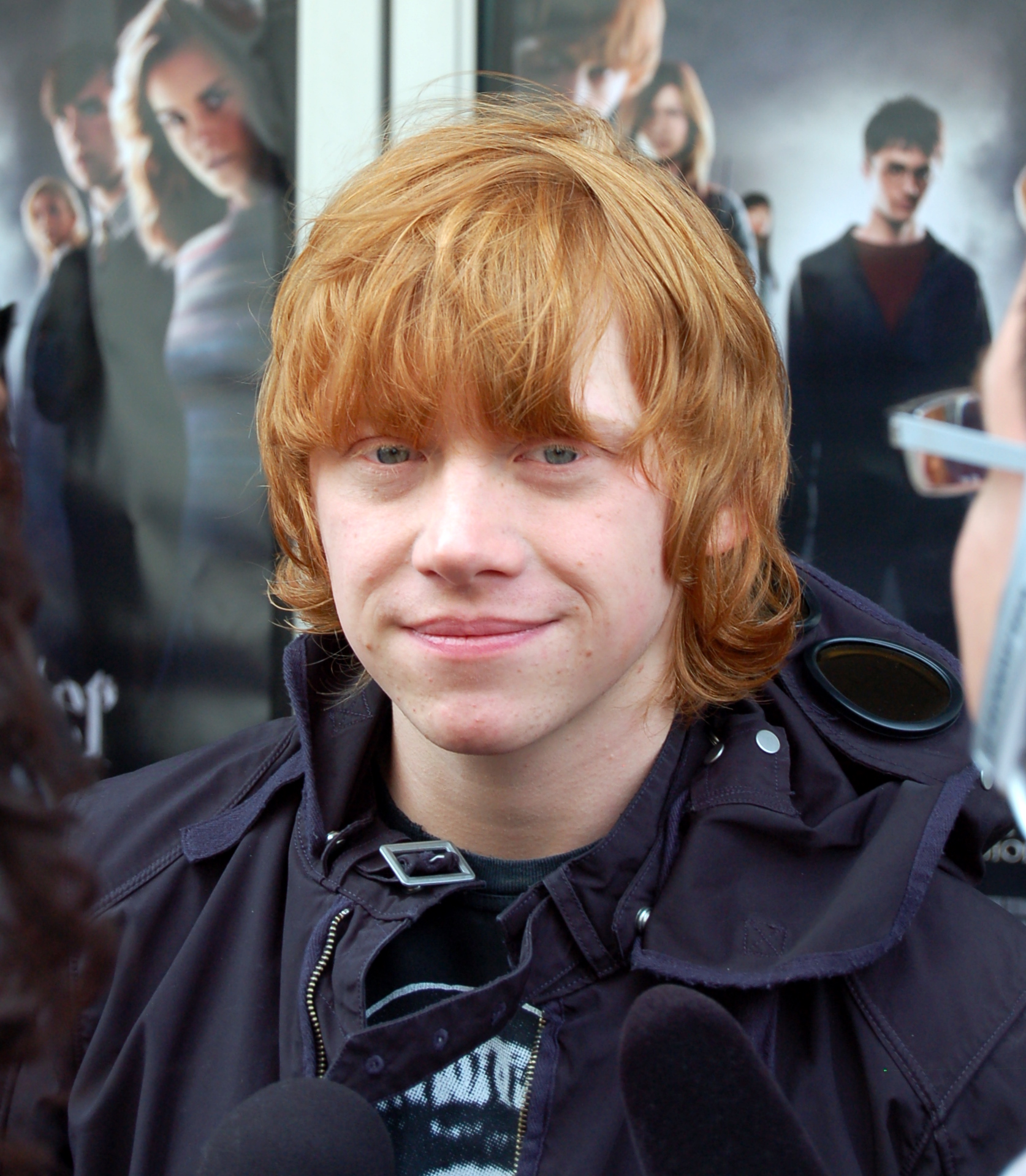
2007年，格連特出席《哈利波特：鳳凰會的密令》於多倫多的首映。

該系列的第五部電影《哈利波特：鳳凰會的密令》於2007年上映。電影於財務上取得了巨大的成功，創下了首周末$3.94億美元的全球票房紀錄，取代了《蜘蛛俠3》。該電影由一位新的電影製作人大衛·葉斯執導，他其後執導了所有後續的《哈利波特》系列電影。格連特指這位悠閒的導演「真的很好」，並協助素材保持新鮮感。格連特與他的《哈利波特》聯合主演於荷李活的格勞曼中國戲院門前留下了他們的手、腳和魔杖印記。
2009年7月15日，該系列第六輯電影《混血王子的背叛》上映，再次刷新了票房的紀錄。該電影於上映期間獲得$9.33億美元的票房收入。它也是其中一齣最受好評的《哈利波特》系列電影，影評人讚賞其故事、執導方向、電影攝影、視覺設計和音樂，指其「情感上令人滿意」。格連特在這篇文章中觀察到榮恩的變化，指出他曾經沒有安全感，經常黯然失色的性格開始變得更有安全感，甚至開始表現其陰暗面。他認為把一個更情緒化的榮恩擬人化是一件很有趣的事。2009—2010年間，格連特的作品獲得了三項獎項的提名，其中一項是獲得德國雜誌《喝彩》所頒發的奧托獎（Otto Award）。

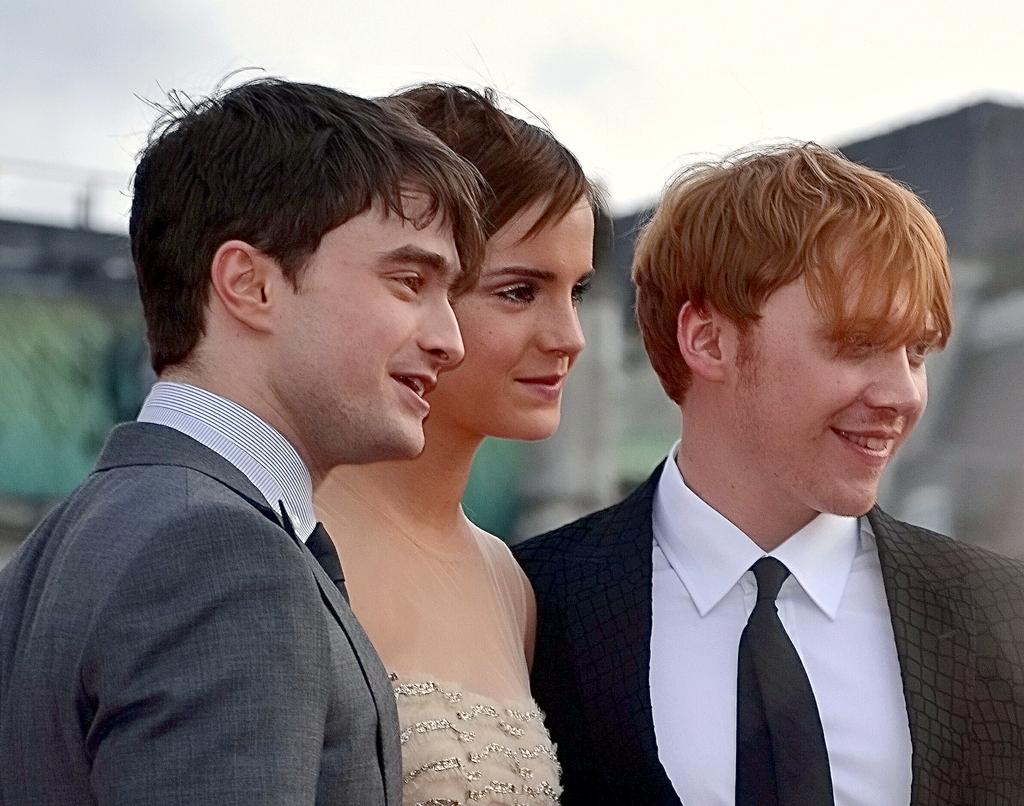
2011年，格連特跟聯合主演的同片演員丹尼爾·域卡夫（左）及愛瑪·屈臣（中）出席《哈利波特－死神的聖物2》的首映式。

儘管該系列前幾差輯電影取得了成功，不過當三位主演對最後兩輯電影的簽約持保留態度，使該特許經營權的未來受到質疑。然而到了2007年3月，格連特同意在最後幾部電影中回歸崗位。基於財務與劇本的原因，最後一部小說被分成兩輯電影，以背靠背方式拍攝，拍攝於2010年6月結束。在完成最後一部電影後，格連特說：「我的意思是它確實是我的童年，突然這一切都歸結為一個隨機的場景，我們跳過壁爐然後就結束了。...這個非常奇怪。因為突然間一切就這樣結束了。由於意識到我們再也不會這樣做了，這對我們所有人來說真的很激動。」
《哈利波特：死神的聖物I》於2010年11月上映，票房收入超過了$9.5億美元，以及創下多項票房紀錄，並且獲得大部分好評。格連特對榮恩的刻畫再次為他贏得批判性的表揚。《Slate》對這改編的評價，評論家達娜·史蒂文斯稱所有三個主角都「很棒」；儘管不喜歡這部電影，但《華爾街日報》的喬·摩根斯坦寫道：「格連特經已成長為一名技藝精湛的演員，他知道慢慢燃燒的價值。」然而，《紐約郵報》的撰稿人路·盧梅尼克認為格連特與域卡夫都厭倦了飾演這些角色，並在他們的演出中把這一點表達了出來。格連特的演出讓他獲得2011年《MTV電影獎》和《國家電影獎》的年度最佳打鬥和表演的提名。他於最後一輯《哈利波特》系列電影—《哈利波特－死神的聖物2》裡第七次重演他的角色，該電影從上一輯電影中斷的地方重新開始，當中包括很多動作，而《上集》更側重於角色發展。格連特跟這部電影都廣受好評，《華盛頓郵報》的安·霍納迪寫道：「誰能預料到域卡夫、格連特和屈臣會成為好演員？」這部電影打破了幾項票房記錄，包括最大的午夜發布、最大的開畫首日和最大的上映周末。《下集》成為了當時全球最高電影票房收入列表的第四位。《哈利波特》系列作者J·K·羅琳於 2011年7月7日在倫敦舉行的《哈利波特：死神的聖物II》的全球首映式上發表了演講，她指《哈利波特》系列電影裡有七位演員，她稱之為『七巨頭』，而格連特就是其中之一，其他還有的分別是丹尼爾·域卡夫、愛瑪·屈臣、湯·費頓、馬修·路易斯、伊凡娜·林奇和邦妮·韋特。

### 2002–2011年：《哈利波特》期間同時進行的工作
格連特於2002年主演了他的第一部《哈利波特》系列以外的電影——《神屁太空人》，該片圍繞主角帕德里克（Patrick）身邊的事情展開，他那非凡的腸胃脹氣能力讓他獲得太空人的工作。這部電影中，格連特作為聯合主演，飾演著一個嗅覺喪失的男孩艾倫（Alan），是帕德里克唯一的朋友。電影通常被影評人和觀眾所忽略。大多數確實注意到該片的影評人對此反應不佳，其中一位寫道：「這部電影應該在監獄裡放映，讓囚犯有充分的理由不再回來。」格連特還出現於2006年上映的喜劇電影《駕駛課程》中，跟茱莉·華達絲演對手戲。它得到了影評人褒貶不一的評價，但他對一個受壓迫少年的刻畫得到了普遍的稱讚。《Alt Film Guide》的安德烈·蘇亞雷斯（Andre Soares）寫道：「另一方面，格林特是一個啟示...（他）表現出與生俱來的自然與個人魅力，把一個潛在的可悲的基督教怪胎變成一個幽默和非常討人喜歡的人，那不僅是有點尷尬—年輕人」。
2008年7月，有關方面宣布格連特將與羅拔·席安及金伯利·尼克松一起演出劇情電影《櫻桃炸彈》。格連特發現拍攝這部電影與拍攝《哈利波特》系列電影有很大的不同，因為他必須要適應每天拍攝十幾個場景。格連特的角色——馬拉奇（Malachy），他是貝爾法斯特的一名工人，他竭盡全力地打動他一直迷戀的老闆女兒。這部電影跟他的下一個作品一樣，讓他扮演暴力的角色。儘管電影於2009年的柏林國際電影節上首映，最初電影還是找不到發行商。2010年，格連特的粉絲發起的線上活動被認為有助於確保在英國達成分銷協議。
2010年的喜劇驚悚電影《狂野標靶》中，格連特跟愛蜜莉·布朗和比·乃爾聯合主演。翻拍自1993年的法國電影《野性目標（Cible Emouvante）》，製作成本相對較低，僅為$800萬美元。這是一次商業上的失敗，僅賺得$340萬美元，並在媒體上獲得了大部分負面評價，批評它玷污了原版電影並浪費了其演員的喜劇潛力。然而，格連特也引起了一些積極的關注：「很高興看到鲁拔·格連特在榮恩·衛斯理以外的角色中表現出色，而且很明顯他的職業生涯領先於他。」
2011年1月，格連特於《BBC》熱門喜劇節目《伴我雙飛》中作友情客串，他跟大英國小人物的喜劇二人組馬菲·魯卡斯與戴維·華廉士一同主演。同年3月，他在皮特·奈斯執導的挪威小成本反戰電影《白色嚴冬》中擔任主角。電影的主體拍攝於4月開始，這部實地拍攝的電影於2012年上映。電影基於1940年4月27日發生的真實事件而拍攝，當時德國空軍飛行員霍斯特·肖皮斯（Horst Schopis）的轟炸機於格羅特利（Grotli）被英國皇家海軍艦隊航空隊賊鷗式戰鬥轟炸機擊落，然後摔機著陸。數名德國與英國機組人員在嚴冬期間偶然找到了避難所。同年8月，格連特跟《哈利波特》聯合主演兼朋友的湯·費頓在洛杉磯為時尚品牌Band of Outsiders的秋冬系列拍攝照片。2011年9月，有關方面公布格連特將跟大衛·田納特、史蒂芬·曼甘及占·博班特為電影《郵差帕特大電影》中的角色配音，電影於2014年5月上映。格連特還於Ed Sheeran歌曲《樂高小屋》的音樂影片裡出現，該歌曲於2011年10月20日發行。

### 2012年至今：進一步的工作、戲劇和電視演出
2012年3月，格連特與茱莉·華達絲、米雪·德格莉及史提芬·弗萊主持的電視節目《英國之旅》的電視廣告發布，該節目為宣傳英國的居家度假。同月下旬，《綜藝》報導指格連特正在跟嘉兒·莫蕊茲一同演出關於海灘男孩鼓手丹尼斯·威爾森的傳記電影—《鼓手（The Drummer）》。同日，《荷里活報道》證實並宣布該電影將於2012年6月15日在加利福尼亞州和佐治亞州薩凡納開始拍攝。

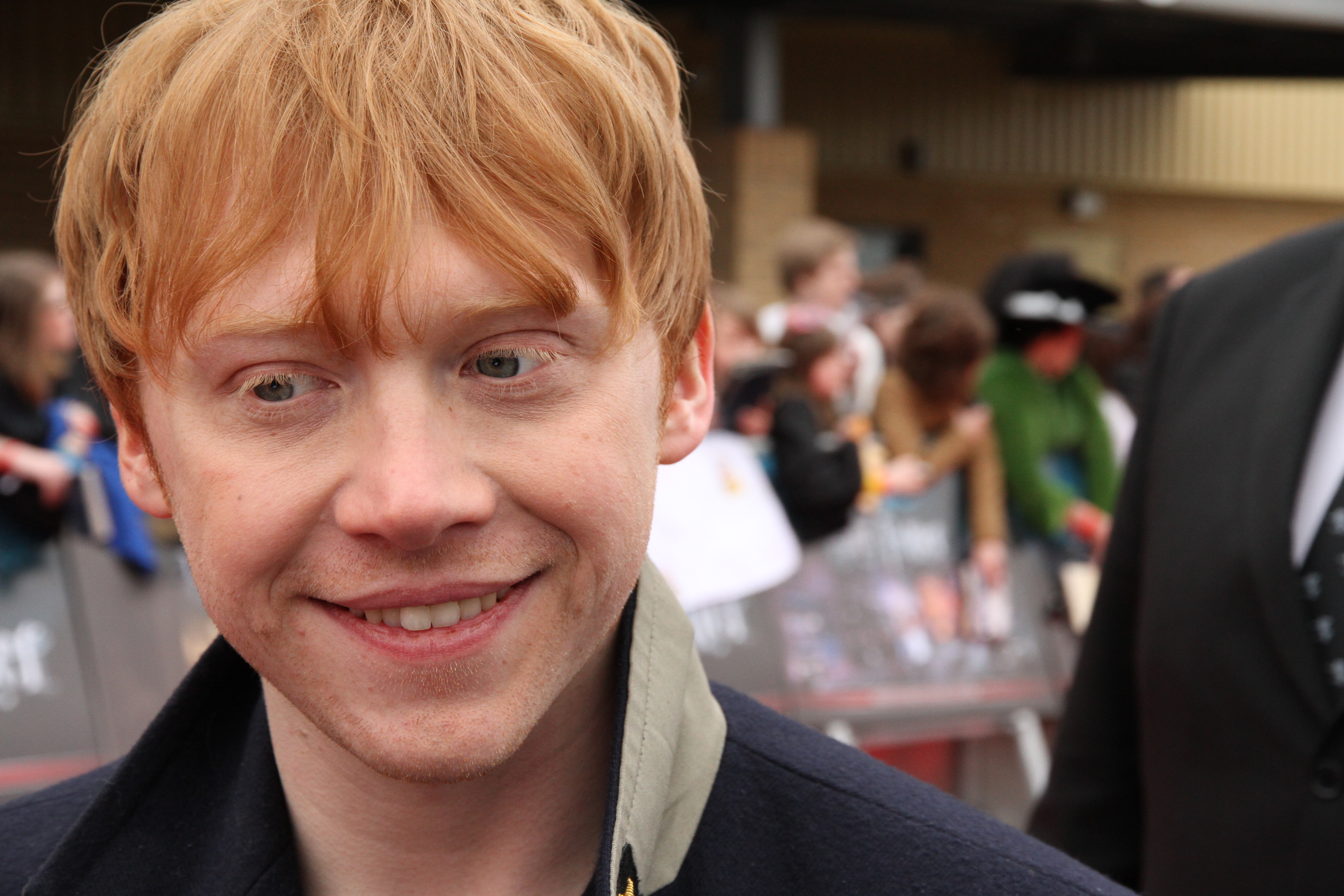
2012年的格連特

2012年7月25日，格連特在倫敦2012年夏季奧林匹克運動會的火炬傳送期間傳遞奧運會火炬。他告訴《英國廣播公司新聞》指這是他「希望永遠記住」的一次「壓倒性」經歷，他並告訴《每日電訊報》指「這太棒了，真的讓人不知所措。能夠參與其中真是太榮幸了。我真的很自豪。」2012年10月，他為一齣25分鐘的3D天文館球幕電影《我們是外星人（We Are Aliens）》製作旁白，內容講述宇宙中存在其他智能生命的可能性。
2013年2月13日，《荷里活報道》的動態信息宣布格連特將演出《CBS》的電視試播集《超級克萊德（Super Clyde）》，然而它沒有成為一個系列。2013年7月，確認了格連特將於傑斯·巴特禾夫的黑色喜劇《魔力（Mojo）》的第二次巡演中首次亮相，格連特在當中飾演糖果（Sweets）一角，他是個「像聰明豆般吸食安非他命」，並且「做一種充滿喜劇威脅的雙重行為」的人。該戲劇由布蘭登·科爾、賓·韋沙及丹尼爾·梅斯主演，並以真實事件為基礎改編，並於2013年10月26日至2014年2月8日在倫敦哈羅德·品特劇院上演。格連特憑藉其角色獲得《WhatsOnStage獎》的「最佳倫敦新人」。同年9月，《荷里活報道》確認格連特將會演出改編自《馬克白》的電影《人類公敵（Enemy of Man）》，主演還包括辛·般、查理斯·丹士、積遜·弗萊明、詹姆士·達西、尼爾·馬斯克爾及喬·吉爾根，該片並由文生·雷根執導。電影於2014年1月在英國開始拍攝。

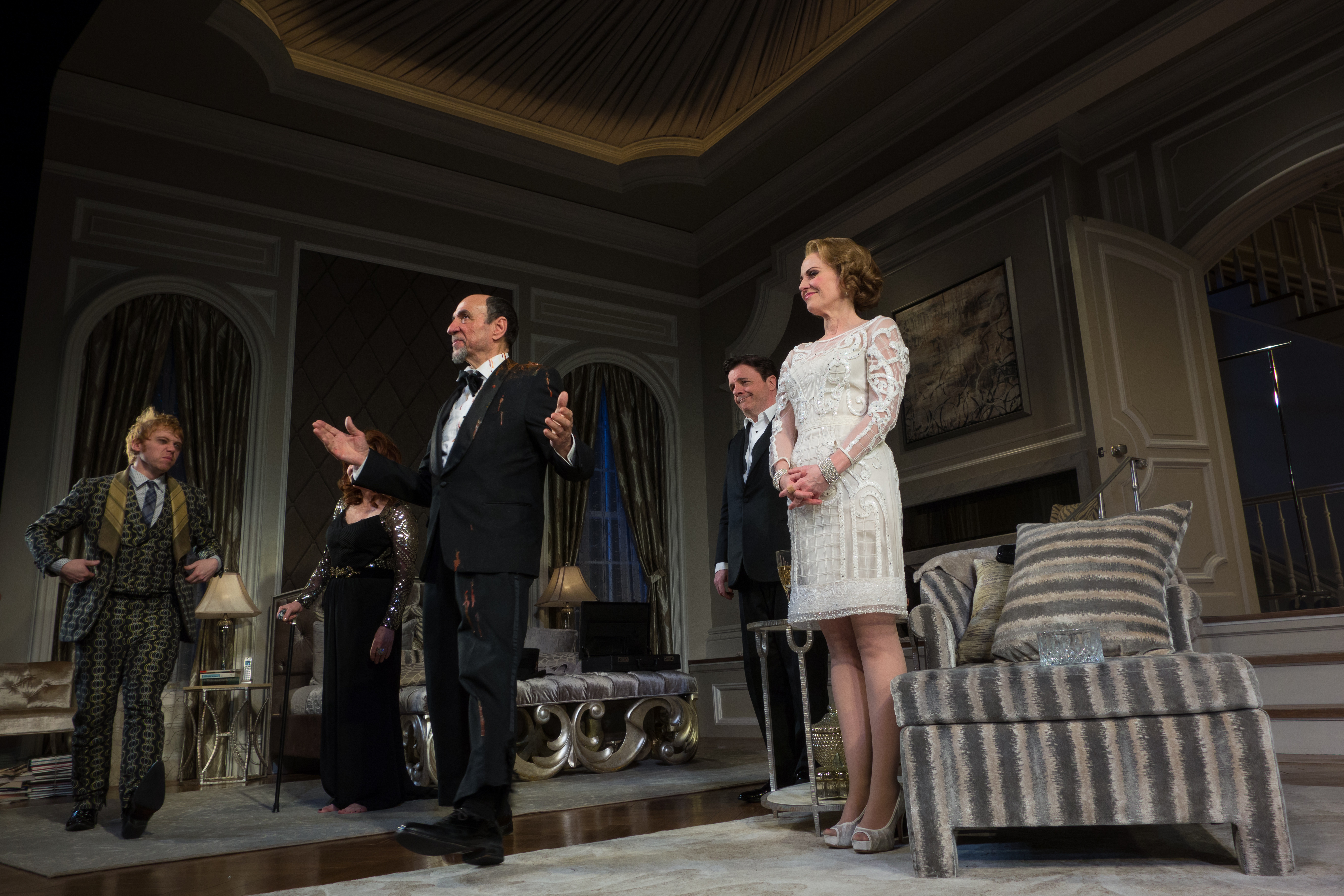
2014年，格連特（最左邊）於杰拉爾德勳菲爾德劇院的《這只是一場戲劇》裡演出。

2014年6月，有關方面宣布格連特將於杰拉爾德勳菲爾德劇院的劇目《這只是一場戲劇》中首次亮相，作為其百老匯劇院的首演，參與飾演法蘭克·芬格（Frank Finger）一角，同劇的演員還有馬修·波特歷、納坦·朗、斯托克德·錢寧及梅甘·馬拉利，該戲劇從2014年8月28日至2015年1月4日公演。
2016年8月22日，格連特確認於《邊個夠我薑》的電視劇改編版本中擔任主演兼任執行製片人，該劇定於2017年推出。
自2019年以來，格連特在Apple TV+的心理恐怖連續劇《靈異女僕》中飾演朱利安·皮爾斯（Julian Pearce），該系列得到批評性的讚譽。2021年12月，該節目更新至第四季，也是最後一季。
未來，格連特將參與《Netflix》的選集系列《哥連慕·迪多奴之珍奇櫃》與禮切·沙也馬蘭的驚悚片《敲敲門》。他還參與《HBO Max》製作的特備節目《哈利波特20週年：重返霍格華茲》，當中他跟《哈利波特》電影系列的多名演員重聚，該節目已於2022年1月1日首播。

## 個人生活
格連特自2011年以來一直跟女演員喬治雅·葛洛美交往。2020年4月，有消息證實葛洛美懷孕。兩人的女兒於2020年5月7日出生。
在2009年人類豬型流感疫情期間，格連特於2009年7月感染並確診患上人類豬流感，一度引起劇迷擔憂，但其病情較輕，其後康復。後來他參與2012年夏季奧林匹克運動會火炬傳遞，將聖火從倫敦西北部的亨頓傳遞到密德薩斯大學外。
2020年11月，格連特加入了Instagram，他發布了一張自己抱著剛出生女兒的照片。他在創建帳戶後的四小時零一分鐘內達到了100萬粉絲的數量，打破了該應用程式之前以最快的時間達到100萬粉絲的健力士世界紀錄。
格連特最初的理想是成為一名冰淇淋小販。性格方面，格連特稱自己跟榮恩一樣不愛學習。興趣方面，他是足球的忠實粉絲，他也是托定咸熱刺足球會的狂熱支持者。

## 慈善事業
- 格連特一直支持各種慈善組織，包括向慈善拍賣會捐贈其個人物品[90]；
- 2010年，他跟詹姆士和奧利弗·菲力普斯一起參加了Wacky Rally的活動，為英國皇家全國救生艇協會籌集資金[91]。
- 2010年3月，格連特作為盧頓的基奇臨終關懷中心（Keech Hospice Care）的替Chrysalis系列設計的40多人之中的一員，其作品是一隻彩繪蝴蝶獲放到eBay上拍賣[92][93]。
- 2011年5月，格連特跟其他名人一起參與了《製作我的牛奶（Make Mine Milk）》的廣告活動，以宣傳每天飲用牛奶。他的廣告出現於海報上，以及整個英國成千上萬輛公共汽車的兩側[94]。
- 自2011年以來，他一直支持「英國癌症研究（Cancer Research UK）」的小星星獎（the Little Star Award）。他說：「我認為英國癌症研究正在以這種方式幫助，為孩子們的生活增添一點點魔法，這真是太棒了[95]。」

## 作品列表

### 電影
| 年份 | 電影                     | 角色                                     | 備註   |
| ---- | ------------------------ | ---------------------------------------- | ------ |
| 2001 | 哈利·波特：神秘的魔法石  | 榮恩·衛斯理                              |        |
| 2002 | 哈利波特：消失的密室     | 榮恩·衛斯理                              |        |
| 2002 | 神屁太空人               | 阿倫·A·艾倫（Alan A. Allen）             |        |
| 2004 | 哈利波特：阿茲卡班的逃犯 | 榮恩·衛斯理                              |        |
| 2005 | 哈利波特：火盃的考驗     | 榮恩·衛斯理                              |        |
| 2006 | 駕駛課程                 | 班·馬歇爾（Ben Marshall）                |        |
| 2007 | 哈利波特：鳳凰會的密令   | 榮恩·衛斯理                              |        |
| 2009 | 櫻桃炸彈                 | 馬拉奇·麥金尼（Malachy McKinney）        |        |
| 2009 | 哈利波特：混血王子的背叛 | 榮恩·衛斯理                              |        |
| 2010 | 哈利波特：死神的聖物I    | 榮恩·衛斯理                              | [ 96 ] |
| 2010 | 狂野標靶                 | 東尼（Tony）                             |        |
| 2011 | 哈利波特：死神的聖物II   | 榮恩·衛斯理                              | [ 96 ] |
| 2012 | 白色嚴冬                 | 槍手羅伯特·史密斯（Gunner Robert Smith） |        |
| 2013 | 情迷布加勒斯特           | 卡爾（Karl）                             |        |
| 2013 | CBGB                     | 獵豹鉻                                   |        |
| 2014 | 郵差帕特大電影           | 祖殊（Josh）                             | 聲演   |
| 2014 | 挑戰者聯盟               | 阿馬德奧（Amadeo）                       | 聲演   |
| 2015 | 月球步行者               | 莊尼·索普（Jonny Thorpe）                |        |
| 2023 | 敲敲門                   | 雷蒙德（Redmond）                        |        |

### 其他角色
| 年份 | 演出作品                                   | 角色                              | 備註                 |
| ---- | ------------------------------------------ | --------------------------------- | -------------------- |
| 2003 | 寬鬆褲子（Baggy Trousers）                 | 莫爾斯禾夫（Molesworth） （聲演） | BBC廣播四台連續劇    |
| 2006 | 女王的手提包                               | 榮恩·衛斯理                       | 預先錄製的剪輯       |
| 2010 | 哈利·波特與禁忌之旅                        | 榮恩·衛斯理                       | 主題公園景點         |
| 2011 | 鐵匠鋪（Smithy）                           | 他本人                            | 2011年紅鼻子日的小品 |
| 2012 | 在家度假真好（Holidays at Home are Great） | 他本人                            | 電視廣告             |
| 2012 | 我們是外星人（We Are Aliens）              | 解說員（聲音）                    | 國家太空中心的節目   |
| 2014 | 哈利波特與古靈閣大逃亡                     | 榮恩·衛斯理                       | 主題公園景點         |
| 2014 | 霍格華茲特快列車                           | 榮恩·衛斯理                       | 主題公園景點         |
| 2015 | 湯姆·蓋茨                                  | 湯姆·蓋茨（Tom Gates）（聲演）    | 有聲讀物系列         |
| 2015 | 人類公敵（Enemy of Man）                   | 羅斯（Rosse）                     | 電影概念預告片       |

### 電視劇
| 年份       | 節目                          | 角色                                                  | 備註                                   |
| ---------- | ----------------------------- | ----------------------------------------------------- | -------------------------------------- |
| 2005       | 彼得潘生日快樂                | 彼得潘（聲演）                                        | 特備紀錄片                             |
| 2011       | 伴我雙飛                      | 他本人                                                | 第1季第3集                             |
| 2012       | 特工老爹                      | 利亞姆（Liam）（聲演）                                | 集數：殺手的假期（Killer Vacation）    |
| 2013       | 超級克萊德（Super Clyde）     | 克萊德（Clyde）                                       | 試播集                                 |
| 2016       | 翠絲·烏爾曼秀                 | 他本人                                                | 第1季第1集                             |
| 2016       | 藝術家（The Artist）          | 奧古斯特「古斯特」庫比席克 （August “Gustl” Kubizek） | 短劇                                   |
| 2017       | 特蕾西·厄爾曼秀               | 奧古斯特·庫別茲克                                     | 集數：藝術家阿道夫（Adolf the Artist） |
| 2017－2018 | 偷拐搶騙                      | 查理·卡文迪什-斯科特 （Charlie Cavendish-Scott）      | 主角，兼任執行製片人                   |
| 2017－2018 | 病假條                        | 丹尼爾·格拉斯（Daniel Glass）                         | 主角                                   |
| 2017－2018 | 帝都（Imperial City）         | 不詳                                                  |                                        |
| 2018       | ABC謀殺案                     | 克羅姆督察（Inspector Crome）                         | 迷你劇集                               |
| 2019－2023 | 靈異女僕                      | 朱利安·皮爾斯（Julian Pearce）                        | 主角                                   |
| 2022       | 哈利·波特20週年：重返霍格華茲 | 他本人                                                | 重聚特備節目                           |
| 2022       | 哥連慕·迪多奴之珍奇櫃         | 華特·吉爾曼（Walter Gilman）                          | 1集                                    |

### 電視遊戲
| 年份 | 名稱                            | 角色                |
| ---- | ------------------------------- | ------------------- |
| 2007 | 哈利波特－鳳凰會的密令 (遊戲)   | 榮恩·衛斯理（聲演） |
| 2009 | 哈利波特－混血王子的背叛 (遊戲) | 榮恩·衛斯理（聲演） |
| 2010 | 哈利波特－死神的聖物 (遊戲)     | 榮恩·衛斯理（聲演） |
| 2011 | 哈利波特－死神的聖物II (遊戲)   | 榮恩·衛斯理（聲演） |

### 舞台作品
| 年份 | 戲劇           | 角色                        | 備註                                 |
| ---- | -------------- | --------------------------- | ------------------------------------ |
| 2013 | 魔力           | 糖果（Sweets）              | 倫敦哈羅德·品特劇院的舞台製作        |
| 2014 | 這只是一場戲劇 | 法蘭克·芬格（Frank Finger） | 百老匯傑拉爾德勳菲爾德劇院的舞台製作 |

### MV作品
| 年份 | 歌曲                | 形式 | 備註 |
| ---- | ------------------- | ---- | --- |
| 2011 | 樂高小屋            | MV   | 英國創作歌手紅髮艾德的歌曲，該歌曲於全英金榜排行首5位， 當中邀請格連特演出瘋狂歌迷一角引起了全面迴響， 該MV在2011年11月於YouTube創下了逾1.87億次的點播率。 紅髮艾德透露，他在湯姆·費爾頓介紹下讓格連特擔任此角， 他還表示：「魯拔是你所能遇見過最好的人，他很可愛， 而且他免費演出這個角色，這表明了他是個多麼親切友善的人。」 |
| 2012 | 彩虹之上            | 歌曲 | 收錄於《白色嚴冬》原聲碟。 |
| 2014 | Struck by Lightning | 歌曲 | 收錄於《郵差帕特大電影》原聲碟。 |
| 2021 | The Sky Cries       | MV   | 美國創作歌手Saleka的歌曲。 |

## 獎項及提名
| 年份 | 得獎作品／角色                            | 得獎作品／角色                                          | 頒獎禮／獎項                    | 頒獎禮／獎項                                                                       | 結果 | 參考    |                                        |      |         |
| ---- | ----------------------------------------- | ------------------------------------------------------- | ------------------------------- | ---------------------------------------------------------------------------------- | ---- | ------- | -------------------------------------- | ---- | ------- |
| 年份 | 2001                                      | 哈利波特：神秘的魔法石                                  | 榮恩·衛斯理                     | 網絡影視協會獎（Online Film & Television Association）                             | 結果 | 參考    | 最佳青年表現（Best Youth Performance） | 提名 | [ 100 ] |
| 2002 | 英國評論家協會（British Critic's Circle） | 哈利波特：神秘的魔法石                                  | 榮恩·衛斯理                     | 最佳新人（Best Newcomer）                                                          | 提名 | [ 101 ] |                                        |      |         |
| 2002 | 帝國獎                                    | 哈利波特：神秘的魔法石                                  | 榮恩·衛斯理                     | 最佳首演（Best Debut）                                                             | 提名 | [ 102 ] |                                        |      |         |
| 2002 | 衛星獎                                    | 哈利波特：神秘的魔法石                                  | 榮恩·衛斯理                     | 傑出新人（Outstanding New Talent）                                                 | 獲獎 | [ 16 ]  |                                        |      |         |
| 2002 | 青年藝術家獎                              | 哈利波特：神秘的魔法石                                  | 榮恩·衛斯理                     | 最有前途的年輕新人（Most Promising Young Newcomer）                                | 獲獎 | [ 17 ]  |                                        |      |         |
| 2002 | 青年藝術家獎                              | 哈利波特：神秘的魔法石                                  | 榮恩·衛斯理                     | 長片中的最佳合演（Best Ensemble in a Feature Film）                                | 提名 | [ 17 ]  |                                        |      |         |
| 2003 | 哈利波特：消失的密室                      | 鳳凰影評人協會獎（Phoenix Film Critics Society Awards） | 榮恩·衛斯理                     | 最佳群戲（Best Acting Ensemble）                                                   | 提名 | [ 103 ] |                                        |      |         |
| 2006 | 哈利波特：火盃的考驗                      | MTV電影頒獎禮2006                                       | 榮恩·衛斯理                     | MTV影視大獎最佳搭檔                                                                | 提名 | [ 104 ] |                                        |      |         |
| 2007 | 哈利波特：鳳凰會的密令                    | 國家電影獎                                              | 榮恩·衛斯理                     | 最佳男性表現（Best Performance by a Male）                                         | 提名 | [ 105 ] |                                        |      |         |
| 2009 | 哈利波特：混血王子的背叛                  | 人像選擇獎（Portrait Choice Award）                     | 榮恩·衛斯理                     | 最佳電影男性表現（Best Male Movie Performance）                                    | 提名 | [ 106 ] |                                        |      |         |
| 2009 | 哈利波特：混血王子的背叛                  | 尖叫獎2009                                              | 榮恩·衛斯理                     | 最佳男配角（Best Supporting Actor）                                                | 提名 |         |                                        |      |         |
| 2009 | 哈利波特：混血王子的背叛                  | 尖叫獎2009                                              | 榮恩·衛斯理                     | 最佳合演（Best Ensemble）                                                          | 獲獎 |         |                                        |      |         |
| 2010 | 哈利波特：混血王子的背叛                  | BBC電台第1台青少年獎（BBC Radio 1 Teen Awards）         | 榮恩·衛斯理                     | 最佳英國演員（Best British Actor）                                                 | 提名 | [ 107 ] |                                        |      |         |
| 2010 | 哈利波特：混血王子的背叛                  | 奧托獎（Otto Award）                                    | 榮恩·衛斯理                     | 電影明星（Movie Star）                                                             | 獲獎 | [ 34 ]  |                                        |      |         |
| 2010 | 哈利波特：混血王子的背叛                  | 第36屆人民選擇獎                                        | 榮恩·衛斯理                     | 最喜愛的熒幕團隊（Favorite On-Screen Team）                                        | 提名 | [ 108 ] |                                        |      |         |
| 2011 | 哈利波特：死神的聖物1                     | 國家電影獎                                              | 榮恩·衛斯理                     | 年度最佳表現（Performance of the Year）                                            | 提名 | [ 44 ]  |                                        |      |         |
| 2011 | 哈利波特：死神的聖物1                     | 2011年MTV電影獎                                         | 榮恩·衛斯理                     | 最佳打鬥                                                                           | 提名 | [ 43 ]  |                                        |      |         |
| 2011 | 哈利波特：死神的聖物1                     | 2011年尖叫獎                                            | 榮恩·衛斯理                     | 最佳男配角（Best Supporting Actor）                                                | 提名 |         |                                        |      |         |
| 2011 | 哈利波特：死神的聖物2                     | BBC電台第1台青少年獎（BBC Radio 1 Teen Awards）         | 榮恩·衛斯理                     | 最佳英國演員（Best British Actor）                                                 | 獲獎 |         |                                        |      |         |
| 2011 | 哈利波特：死神的聖物2                     | IGN夏季電影獎                                           | 榮恩·衛斯理                     | 最佳群戲（Best Ensemble Cast）                                                     | 提名 | [ 109 ] |                                        |      |         |
| 2011 | 哈利波特：死神的聖物2                     | 聖地牙哥影評人協會獎                                    | 榮恩·衛斯理                     | 最佳群戲表現（Best Ensemble Performance）                                          | 獲獎 |         |                                        |      |         |
| 2011 | 哈利波特：死神的聖物2                     | 華盛頓特區影評人協會獎                                  | 榮恩·衛斯理                     | 最佳群戲（Best Ensemble）                                                          | 提名 | [ 110 ] |                                        |      |         |
| 2012 | 哈利波特：死神的聖物2                     | 第38屆人民選擇獎                                        | 榮恩·衛斯理                     | 最喜愛電影群戲（Favorite Movie Ensemble）                                          | 獲獎 |         |                                        |      |         |
| 2012 | 哈利波特：死神的聖物2                     | 第38屆人民選擇獎                                        | 榮恩·衛斯理                     | 最喜愛電影明星（25歲以下）（Favourite Film Star (under 25)）                       | 提名 |         |                                        |      |         |
| 2012 | 哈利波特：死神的聖物2                     | MTV電影獎2012                                           | 榮恩·衛斯理                     | 最佳接吻                                                                           | 提名 |         |                                        |      |         |
| 2012 | 哈利波特：死神的聖物2                     | MTV電影獎2012                                           | 榮恩·衛斯理                     | 最佳搭檔                                                                           | 獲獎 |         |                                        |      |         |
| 2014 | 魔力                                      | 糖果（Sweets）                                          | Whatsonstage.com頒獎禮          | 年度最佳倫敦新人（Best London Newcomer of the Year）                               | 獲獎 |         |                                        |      |         |
| 2014 | 魔力                                      | 糖果（Sweets）                                          | NewNowNext Awards頒獎禮         | 最佳百老匯新男主角（Best New Broadway Lead Actor ）                                | 提名 | [ 111 ] |                                        |      |         |
| 2015 | 這只是一場戲劇                            | 法蘭克·芬格（Frank Finger）                             | Broadway.com觀眾選擇獎          | 最喜愛戲劇演員（Favorite Featured Actor in a Play）                                | 獲獎 | [ 112 ] |                                        |      |         |
| 2015 | 這只是一場戲劇                            | 法蘭克·芬格（Frank Finger）                             | Broadway.com觀眾選擇獎          | 最喜愛搞笑表現（Favorite Funny Performance）                                       | 提名 | [ 113 ] |                                        |      |         |
| 2015 | 這只是一場戲劇                            | 法蘭克·芬格（Frank Finger）                             | Broadway.com觀眾選擇獎          | 最喜愛突破男表現（Favorite Breakthrough Performance (Male)）                       | 獲獎 | [ 112 ] |                                        |      |         |
| 2018 | 邊個夠我薑                                | 查理·卡文迪什-斯科特 （Charlie Cavendish-Scott）        | 英國國家電影獎                  | 最佳男演員（Best Actor）                                                           | 提名 |         |                                        |      |         |
| 2018 | 邊個夠我薑                                | 查理·卡文迪什-斯科特 （Charlie Cavendish-Scott）        | IARA獎（IARA Awards）           | 最佳年輕演員（Best Young Actor）                                                   | 提名 |         |                                        |      |         |
| 2021 | 靈異女僕                                  | 朱利安·皮爾斯（Julian Pearce）                          | SEC獎（SEC Awards）             | 驚慄劇集最佳男主角（Best Actor in a Thriller Series）                              | 提名 | [ 114 ] |                                        |      |         |
| 2021 | 靈異女僕                                  | 朱利安·皮爾斯（Julian Pearce）                          | 荷里活影評人協會                | 最佳串流媒體系列劇情片男配角（Best Supporting Actor in a Streaming Series, Drama） | 獲獎 |         |                                        |      |         |
| 2021 | 靈異女僕                                  | 朱利安·皮爾斯（Julian Pearce）                          | 佩納德普拉塔獎（Pena De Prata） | 最佳劇情類男配角（Best Supporting Actor in a Drama Series）                        | 提名 |         |                                        |      |         |
| 2022 | 靈異女僕                                  | 朱利安·皮爾斯（Julian Pearce）                          | 影評人選擇超級獎                | 最佳恐怖系列男主角（Best Actor in a Horror Series）                                | 提名 | [ 115 ] |                                        |      |         |

1. 1 2  跟丹尼爾·域卡夫與愛瑪·屈臣共同獲得。
2. ↑  跟愛瑪·屈臣與湯·費頓共同獲得。
3. ↑  跟丹尼爾·域卡夫與愛瑪·屈臣、阿本·巴杰拉克塔拉吉（英语：Arben Bajraktaraj）及羅德·亨特（Rod Hunt）共同獲得。
4. ↑  跟愛瑪·屈臣共同獲得。
5. ↑  跟丹尼爾·域卡夫、愛瑪·屈臣及湯·費頓共同獲得。

## 参見
- 丹尼爾·域基夫
- 艾瑪·華森
- 湯姆·費爾頓
- 哈利波特演員列表